# Пірвелі-Маїсі (Кеда)
Пірвелі-Маїсі (груз. პირველი მაისი) — село в Грузії.
За даними перепису населення 2014 року в селі проживає 525 осіб.